# Camissonia subacaulis
Camissonia subacaulis là một loài thực vật có hoa trong họ Anh thảo chiều. Loài này được (Pursh) P.H.Raven mô tả khoa học đầu tiên năm 1964.